# Barnoldby le Beck
Barnoldby le Beck – wieś w Anglii, w hrabstwie ceremonialnym Lincolnshire, w dystrykcie (unitary authority) North East Lincolnshire. Leży 42 km na północny wschód od Lincoln i 223 km na północ od Londynu.
Miejscowość liczy 316 mieszkańców.